# Knovízcultuur

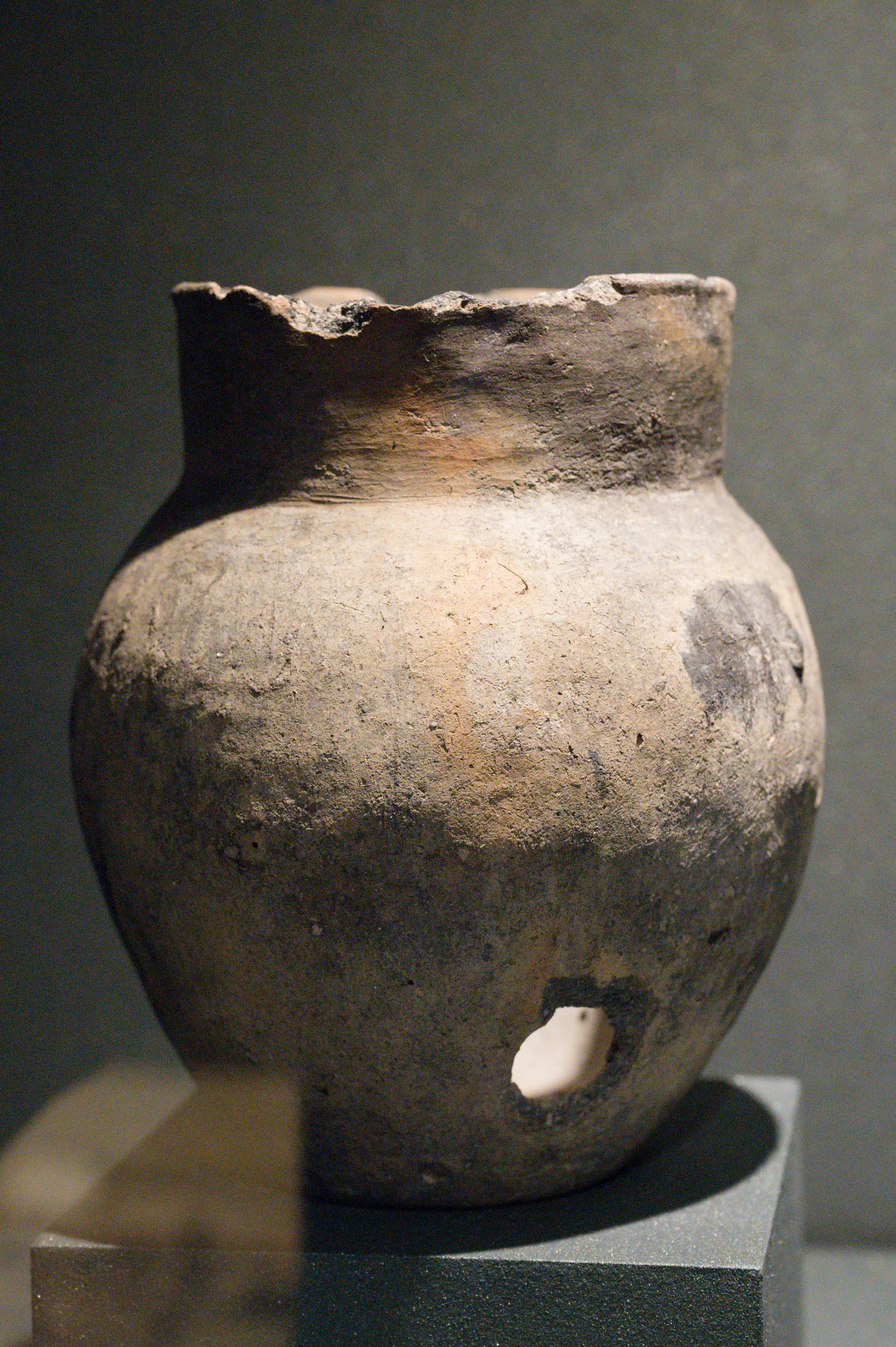
urn van de Knovízcultuur met zielengat

De Knovízcultuur is een plaatselijke variant van de urnenveldencultuur, wijdverspreid in Midden- en Noordwest-Bohemen gedurende de hele urnenveldenperiode (1.300-800 v.Chr.). Ze is vernoemd naar de plaats Knovíz bij Slaný in Midden-Bohemen, Tsjechië. De noordelijke grens komt grotendeels overeen met de loop van de Elbe. Ze kwam voort uit de  grafheuvelcultuur van de midden-bronstijd.
Kenmerkend zijn amforen, gelaagde vaten en komvormig vaatwerk met gekamde decoratie.
Vondsten en sporen van bewoning komen veelvuldig voor. Het netwerk van nederzettingen was dicht, hoewel het niet altijd gelijktijdig bewoonde locaties betreft. 
Menselijke skeletten in onnatuurlijke houdingen en skeletresten in nederzettingskuilen hebben een samenleving doen vermoeden waartoe mogelijk kannibalisme behoorde. De mensen van de Centraal-Duitse Unstrut-groep waren nauw verwant met de Knovízcultuur, en praktizeerden eveneens het in stukken hakken van lijken.

## Crematie
Het begrafenisritueel van de Knovízcultuur was in de meeste gevallen de crematie, welke al bekend was in de grafheuvelperiode. De grafvorm is het vlakgraf met bijzetting van een urn in een kuil. Als urn diende een amfora, een dubbele kegelvorm of een amfora-achtig voorraadvat. Een bijzondere vorm is de verdeling van de crematie over meerdere vaten. Ook asverstrooiing in een ondiepe put met enkele scherven kwam voor. Een kenmerk van de crematiegraven van Knovíz was de toevoeging van de rest van de inventaris aan de urnen, mits hun grootte dat toeliet. De urnen waren soms afgedekt met een platte steen, of stonden op een steen. Vaak bevindt zich boven de bodem of in het midden van de bodem een opening (zielengat) met een diameter van ongeveer 2 cm. In sommige gevallen lijkt de locatie van het graf gemarkeerd te zijn, getuige de paalgaten voor houten stèles. 
In de Knovízcultuur is het moeilijk om mannen-, vrouwen- of kindergraven te identificeren op basis van de grafuitrusting of bepaalde soorten aardewerk, vooral omdat de graven weinig bronzen artefacten bevatten.
Een bijzondere positie hebben de crematiegraven onder grafheuvels (Velká Dobrá bij Kladno, grafheuvels nr. 20, 22 en 56). Ze verschillen qua locatie van de graven uit de Midden-Bronstijd, die onder de grafheuvel op het oorspronkelijke oppervlak liggen. In tegenstelling tot de grote, rijk voorziene grafheuvels bij Žatec (Noordwest-Bohemen) bieden de crematiegraven van Velká Dobrá, met hun schamele inventaris, geen mogelijkheid om de sociale positie van de begravenen te onthullen. Op de begraafplaats van Manětín-Brdo (district Plzeň-Noord) bevonden zich tussen de eenvoudige crematiegraven enkele die verder van de anderen verwijderd waren, en aan hun omtrek op een afstand van ongeveer twee tot drie meter grotere stenen hadden, volgens de archeologe O. Kytlicová resten van een steenring aan de voet van een grafheuvel.

## Grafvelden
Op basis van de situatie op de grotere begraafplaatsen moet worden aangenomen dat de crematie plaatsvond op een speciaal daarvoor gereserveerde plaats. Crematieplaatsen zijn bekend uit Zvírotice in de centrale Moldau-vallei, Lety bij Praag, Mšec bij Rakovník en mogelijk ook uit Sedlčany. Op de brandplaats in Zvírotice zijn houtskoolresten van beuken (Fagus silvatica) en sparren (Abies pectinata) bewaard gebleven.
De twee grootste crematiebegraafplaatsen, met resp. meer dan 100 en meer dan 50 graven, werden voor de Tweede Wereldoorlog opgegraven in de centrale Moldau-vallei. Helaas werd er geen antropologisch materiaal verzameld. Dit gebeurde ook niet op de begraafplaats in Mšec, waar van ongeveer 80 begrafenissen alleen schamele resten overbleven. In Manĕtín-Brdo en Obory (regio Midden-Moldau) werden op beide begraafplaatsen bijna 90 graven opgegraven. De begraafplaats in Obory is gelegen in een heuvelachtig gebied dat niet geschikt was voor landbouw, maar wel voor een pastorale economie die een grote bevolking in een relatief klein gebied kon onderhouden. Er zijn door oppervlaktevondsten andere deels opgegraven begraafplaatsen en nederzettingen geïdentificeerd, waarvan de meeste behoren tot de Hallstatt A2-periode. De bij toeval ontdekte begraafplaats bij Obory ligt in een gebied van oude prospectie. Het heeft ertsgebieden met ontsluitingen waar mogelijk koper werd gevonden. Hoewel hiervoor geen eenduidig bewijs kon worden geleverd, wijzen met name de bronzen artefacten in bijna de helft van de graven van Obory hierop; vergeleken met gelijktijdige graven uit andere delen van Bohemen een hoog percentage. In dit verband moet worden opgemerkt dat in het gebied moderne goudwinning werd begonnen. Hier werd ook voor het eerst bewijs gevonden dat de mensen van de Knovízcultuur goud kenden en gebruikten, in de vorm van een kleine draadring als onderdeel van een halsketting met blauwe glaskralen.
De antropologische analyse van het oostelijke deel van de begraafplaats met 44 graven toonde de overblijfselen van slechts een enkele dode per graf, allen vrouwen of niet-volwassenen. De vrouwen waren klein van stuk, met een gemiddelde lengte van 150 cm en een sierlijke lichaamsbouw. Hun gemiddelde leeftijd was ongeveer 44 jaar. Het is echter voorbarig om te spreken van aparte begraafplaatsen voor vrouwen en mannen, aangezien dit de eerste antropologische analyse is van een groter Knovíz-complex.

## Lichaamsbegrafenis
Rituele lichaamsbegrafenissen zijn bij de Knovízcultuur zeldzaam. Uit Bohemen zijn slechts vijf gevallen bekend. Vier van hen komen uit Noordwest-Bohemen, de vijfde (Holubice) uit de omgeving van Praag. Dit zijn begrafenissen in steenkisten, in de regel met een rijkere inventaris. Met betrekking tot hun geografische ligging wordt aangenomen dat ze ontstonden onder invloed van het Beiers-Thüringer gebied, waar ze vaker voorkomen. Het lichaamsgraf van Velká Dobrá blijft eenmalig, waar naast grafheuvels uit de Midden-Bronstijd drie Knovíz-crematies onder grafheuvels lagen. Grafheuvel nr. 24, waar de overledene languit in een oost-west oriëntatie lag, wordt door de inventaris gedateerd tot de vroege fase van de Knovízcultuur.
Lichaamsbegrafenissen in kuilen binnen de nederzettingen komen slechts weinig voor. Het feit dat dit voornamelijk mannen en een kleiner aantal kinderen betreft toont hun ongebruikelijk karakter. Er kunnen verschillende redenen voor deze manier van begraven zijn geweest. Interpretaties zullen altijd hypothetisch  blijven, omdat antropologisch onderzoek in de meeste gevallen geen betrouwbaar antwoord zal kunnen geven.
Ritueel kannibalisme kwam waarschijnlijk slechts uitzonderlijk voor, en betreft vondsten van individuele menselijke botten. De auteurs van het meest recente grote werk over rituele gebruiken van de Knovízcultuur zien de met geweld vermoorde mensen in de eerste plaats als mensenoffers aan de goden van vruchtbaarheid en vegetatie. Onvolledige skeletten in kuilen zijn daarentegen volgens hen meer bewijs van executies dan van offers. De auteurs vermelden ook gevallen van massabegrafenissen in greppels en dergelijke, die, analoog aan andere verschijnselen, gebruikelijk waren in de overgangsperiode tussen de late grafheuvel- en Knovízculturen. Hoewel hun dubbele greppels niet tegelijkertijd werden gevormd, vond hun vernietiging blijkbaar tegelijkertijd of op korte afstand plaats. Naast ritueel gebroken aardewerk, botten van dieren en een goudschat zijn er tal van menselijke botten gevonden. Dit zijn verspreide botten die al zonder zachte delen in de graven zijn terechtgekomen. Het is moeilijk te beoordelen of dit offers zijn, zoals J. Bouzek en D. Kouteckŷ (1980) het fenomenen interpreteren. Bij Velim gaat het om een ontwikkeling die neigt naar de Lausitzcultuur. De site ligt op de grens van de cultuurgebieden, waar wederzijdse beïnvloeding duidelijk is.
- Nationale Bibliotheek van Tsjechië: ph564303